# Sara Aagesen
Pour les articles homonymes, voir Aagesen.
Sara Aagesen Muñoz, née en 1976 à Madrid, est une ingénieure et femme politique espagnole. Elle est troisième vice-présidente du gouvernement et ministre de la Transition écologique depuis 2024.
Après une carrière professionnelle dans le domaine de la transition énergétique, elle est nommée en janvier 2020 secrétaire d'État à l'Énergie par la ministre Teresa Ribera, dont elle était conseillère technique. Elle est promue ministre de la Transition écologique, avec rang de vice-présidente du gouvernement, en novembre 2024.

## Vie privée
Sara Aagesen Muñoz naît en 1976 à Madrid. Sa mère est espagnole et son père danois. Elle est mariée et a deux enfants.

## Formation et vie professionnelle
Sara Aagesen est ingénieure chimiste, diplômée de l'université complutense de Madrid. Entre 2002 et 2018, elle travaille au bureau espagnol du Changement climatique (OECC). Son activité est liée à la transition énergétique.
Elle est recrutée en 2018 comme conseillère technique au cabinet de la ministre de la Transition écologique Teresa Ribera. Elle travaille notamment à l'élaboration du plan national intégré énergie-climat (PNIEC) 2021-2030 et représente l'Espagne lors des négociations de la COP 25, qui se tient à Madrid en 2019.

## Vie politique

### Secrétaire d'État à l'Énergie
Le 17 janvier 2020, le Conseil des ministres du gouvernement Sánchez II nomme Sara Aagesen secrétaire d'État à l'Énergie sur recommandation de Teresa Ribera. Elle succède à José Domínguez Abascal, mis en cause par la justice.
Elle négocie avec la Commission européenne la mise en place de l'« exception ibérique », qui a permis aux gouvernements espagnol et portugais de limiter le prix du gaz sur le marché de gros afin de limiter la hausse du tarif de l'électricité.

### Ministre de la Transition écologique

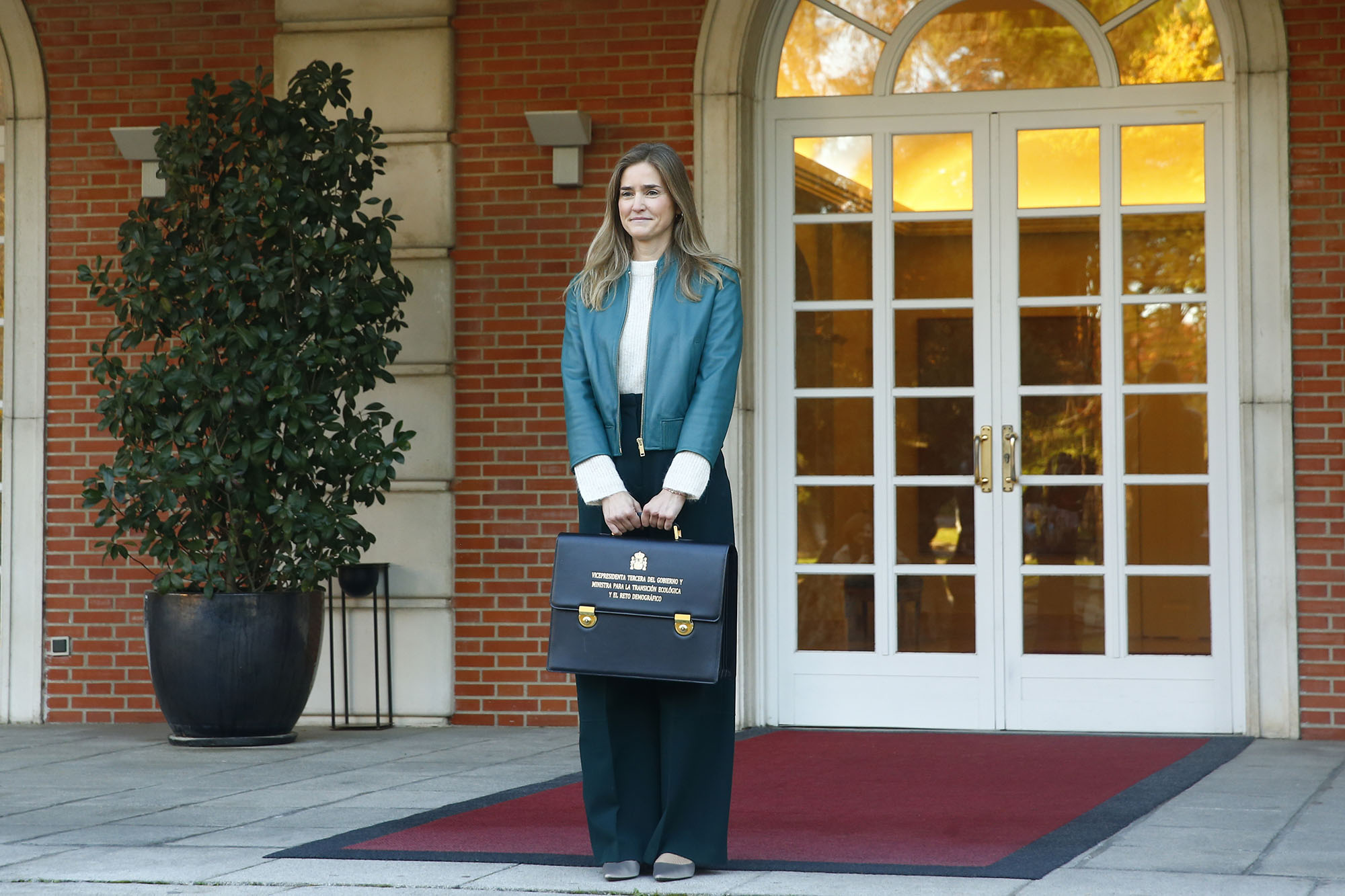
Sara Aagesen est nommée ministre de la Transition écologique en novembre 2024.

Le journal La Vanguardia révèle le 22 novembre 2024 que Sara Aagesen a été choisie par Pedro Sánchez pour remplacer Teresa Ribera, appelée à devenir membre de la nouvelle Commission européenne. Sa désignation n'est pas sans rappeler celle de Carlos Cuerpo comme ministre de l'Économie en remplacement de Nadia Calviño, tous deux étant des technocrates n'appartenant pas au Parti socialiste et le bras droit de leur prédécesseur.
Le 25 novembre, elle est effectivement nommée troisième vice-présidente du gouvernement et ministre de la Transition écologique et du Défi démographique et prête serment devant le roi Felipe VI au palais de la Zarzuela en présence du président du gouvernement Pedro Sánchez. Bien qu'elle ne puisse pas revendiquer le poids politique de sa prédécesseure, elle conserve le titre de vice-présidente du gouvernement, confirmant l'importance de son portefeuille dans le dispositif gouvernemental. Elle est alors présentée comme la candidate favorite du secteur de l'énergie. Elle promeut trois jours plus tard Joan Groizard, directeur de l'Institut pour la diversification et les économies d'énergie (IDEA) au profil technique et politique, pour la remplacer comme secrétaire d'État, et maintient Hugo Morán comme secrétaire d'État à l'Environnement.
À la suite de la grande panne de courant qui touche notamment l'Espagne le 28 avril 2025, elle est nommée par Pedro Sánchez à la tête de la commission d'enquête interministérielle chargée de déterminer les raisons de la chute du réseau électrique. Selon ElDiario.es, son profil de technicienne et sa grande expertise ont été déterminants dans la gestion de la crise au niveau gouvernemental.